# Обыкновенный тригоноптер
Обыкновенный тригоноптер (лат. Trygonoptera testacea) — вид рода тригоноптеров семейства короткохвостых хвостоколов отряда хвостоколообразных. Самый часто встречающийся скат в прибрежных водах восточной Австралии. Обычно населяет эстуарии, песчаное мелководье и каменистые рифы от берега до глубины 135 м. Тело округлое с широким треугольным носом, окраска от однотонно коричневатого до сероватого цвета. Его ноздри имеют увеличенные доли ко внешних выступах и складку кожи в форме юбочки с бахромчатым задним краем между ними. На хвосте есть маленький спинной плавник перед жалящей иглой, хвост завершается хвостовым плавником в форме листа. Максимальная зарегистрированная длина 47 см.
Молодые скаты охотятся в основном на креветок; когда взрослеют, питаются преимущественно многощетинковыми червями. Являются яйцеживородящими, развивающиеся эмбрионы питаются желтком и гистотрофом, произведённым матерью. Самки обычно вынашивают двух детёнышей одновременно. Обыкновенные тригоноптеры прилова попадаются в значительном количестве при коммерческом промысле, их также регулярно ловят рыбаки-любители. Несмотря на это популяция этих скатов стабильна.

## Таксономия
Впервые обыкновенный тригоноптер был зарисован с особи, пойманной у берегов Новой Голландии, английским натуралистом Джозефом Бэнксом во время первого путешествия Джеймса Кука с 1768 по 1771 года. На основании этого рисунка немецкие биологи Иоганн Мюллер и Якоб Генле в 1839—1841 гг научно описали новый вид и создали для него род тригоноптеров. Видовое название происходит от слова лат. testaceus — «кирпичный» и связан с окраской дорсальной поверхности обыкновенных триганоптеров.

## Ареал
Обыкновенные тригоноптеры являются эндемиками прибрежных вод восточной Австралии. Они обитают от Калаундры, южный Квинсленд, до  Кейп Хау, Виктория, большая часть популяции сосредоточена в Джёрвис Бэй. В этих краях обыкновенные триганоптеры являются самыми распространенными прибрежными скатами. Эти донные рыбы предпочитают песчаное дно и скалистые рифы, иногда они заходят в солоноватые эстуарии рек. Они встречаются от зоны прибоя до глубины 135, но обычно не опускаются ниже 60 м.

## Описание
Широкие грудные плавники обыкновенных тригоноптеров сливаются с головой и образуют диск в виде овала, ширина которого превышает длину. Передний край диска почти прямой. Мясистое рыло образует тупой угол и слегка выступает за границы диска. Среднего размера глаза расположены в верхней части диска, позади глаз имеются брызгальца в виде запятых. Внешние крап переходят в широкую и плоскую лопасть. Между ноздрями пролегает кожаный лоскут с бахромчатым задним краем, который достигает рта. Наружный край нижней челюсти покрывают пальцевидные отростки, на дне ротовой полости также имеются 3—5 отростков. Зубы мелкие, с овальными основаниями. На вентральной поверхности диска расположены пять пар коротких жаберных щелей.
Края небольших брюшных плавников закруглены. У самцов имеются птеригоподии. Длина хвоста составляет 86—90 % длины диска. Хвост имеет овальное сплюснутое поперечное сечение, латеральные складки отсутствуют. Он  оканчивается удлинённым листовидным хвостовым плавником. На дорсальной поверхности хвоста расположен крупный зазубренный шип по длине примерно равный половине хвоста.  Непосредственно перед шипом на хвостовом стебле расположен маленький спинной плавник. Кожа лишена чешуи. Окраска ровного коричневатого или сероватого цвета, края диска светлее, спинной и хвостовой плавники имеют тёмную окантовку. Вентральная поверхность бледная, иногда по краю диска проходит темноватая полоса. Максимальная зарегистрированная длина 47 см.

## Биология
Обыкновенные тригоноптеры занимают экологическую нишу сходную с Trygonoptera imitata, которые обитают южнее. 3/4 объёма рациона обыкновенных триганоптеров составляют полихеты, вторым по значимости источником пищи являются ракообразные, такие как креветки, бокоплавы, крабы, равноногие и ротоногие. Изредка эти скаты поедают мелких костистых рыб, ланцетников и моллюсков. Очень молодые обыкновенные тригоноптеры питаются почти исключительно креветками, с возрастом доля полихет в рационе растёт и в итоге становится доминирующей.
Подобно прочим хвостоколообразным обыкновенные тригоноптеры размножаются яйцеживорождением. В помёте обычно 2 новорожденных длиной около 12 см, которые появляются на свет ранней весной. Беременность длится около года.  Самцы и самки достигают половой зрелости при длине 35 см и 40 см, соответственно. Среди известных паразитов этого вида ленточные черви рода Acanthobothrium, трематоды рода Monocotyloides, моногенеи Heterocotyle robusta и нематоды Paraleptus australis и Proleptus urolophi.

## Взаимодействие с человеком
В ареале обыкновенных тригоноптеров ведётся активный рыбный промысел. Большое количество этих скатов попадается в качестве прилова при коммерческой ловле креветок. Пойманных рыб как правило выбрасывают за борт, процент выживаемости довольно высок, однако некоторые рыбаки достают их из сетей с помощью металлических пик, пробивая им череп, к тому же беременные самки при поимке абортируют. Рыболовы-любители также часто ловят обыкновенных тригоноптеров и оставляют их умирать на берегу.
Несмотря на высокое давление со стороны рыбного промысла и низкий уровень воспроизводства численность популяции этих скатов остаётся высокой. Они менее чувствительны к ухудшению условий среды обитания по сравнению с другими хвостоколами, их можно встретить в таких оживлённых местах, как побережье Сиднея. Международный союз охраны природы присвоил этому виду статус сохранности «Близки к уязвимому положению».